# چشتی گرینی
چشتی گرینی (نروژی: Kjersti Grini؛ زادهٔ ۷ سپتامبر ۱۹۷۱) بازیکن هندبال، و بازیکن پوکر اهل نروژ است.